# Вице-канцлер Австрии
Вице-канцлер Австрии (нем. Der Vizekanzler der Republik Österreich) — одна из правительственных должностей Австрийской республики, исполняет функции заместителя федерального канцлера Австрии.

## Конституционные полномочия
Согласно статье 69, пункта 2 Конституции Австрии, у вице-канцлера следующие функции:

Вице-канцлер замещает Федерального канцлера во всей сфере его компетенции. При наличии обстоятельств, препятствующих одновременно Федеральному канцлеру и вице-канцлеру осуществлять свои полномочия, Федеральный президент поручает одному из членов Федерального правительства замещать Федерального канцлера. В случае если существуют одновременно препятствия для осуществления полномочий Федеральным канцлером и вице-канцлером, исключающие возможность назначения заместителя, то Федеральный канцлер замещается посредством назначения более длительный срок исполняющего служебные обязанности, а при равном сроке — наиболее старшего по возрасту члена Федерального правительства, не имеющего к этому препятствий.— Конституция Австрийской Республики (1920, рус)
На практике вице-канцлер обычно является ведущим членом младшей партии в рамках действующего коалиционного правительства, часто — председатель партии. Если только одна партия представлена в правительстве, то вице-канцлер часто предполагаемый преемник федерального канцлера.

## Вице-канцлеры Австрии с 1919 года
| Вице-канцлеры Первой Австрийской республики с 1919 года по 1934 год                              | Вице-канцлеры Первой Австрийской республики с 1919 года по 1934 год | Вице-канцлеры Первой Австрийской республики с 1919 года по 1934 год | Вице-канцлеры Первой Австрийской республики с 1919 года по 1934 год | Вице-канцлеры Первой Австрийской республики с 1919 года по 1934 год | Вице-канцлеры Первой Австрийской республики с 1919 года по 1934 год |
| №                                                                                                | Портрет                                                             | Вице-канцлер (даты жизни)                                           | Пребывание в должности                                              | Пребывание в должности                                              | Партия                                                              |
| ------------------------------------------------------------------------------------------------ | ------------------------------------------------------------------- | ------------------------------------------------------------------- | ------------------------------------------------------------------- | ------------------------------------------------------------------- | ------------------------------------------------------------------- |
| 1                                                                                                |                                                                     | Йодок Финк (1853—1929)                                              | 15 марта 1919                                                       | 26 марта 1920                                                       | Христианско-социальная партия                                       |
| 2                                                                                                |                                                                     | Фердинанд Хануш (1866—1926)                                         | 7 июля 1920                                                         | 22 октября 1920                                                     | Социал-демократическая рабочая партия Австрии                       |
| 3                                                                                                |                                                                     | Эдуард Хайнл (1880—1957)                                            | 22 октября 1920                                                     | 20 ноября 1920                                                      | Христианско-социальная партия                                       |
| 4                                                                                                |                                                                     | Вальтер Брайски (1871—1944)                                         | 20 ноября 1920                                                      | 30 мая 1922                                                         | Христианско-социальная партия                                       |
| 5                                                                                                |                                                                     | Феликс Франк (1876—1957)                                            | 31 мая 1922                                                         | 20 ноября 1924                                                      | Партия великого германского народа                                  |
| 6                                                                                                |                                                                     | Леопольд Вабер (1875—1945)                                          | 20 ноября 1924                                                      | 20 октября 1926                                                     | Партия великого германского народа                                  |
| 7                                                                                                |                                                                     | Франц Дингхофер (1873—1956)                                         | 20 октября 1926                                                     | 19 мая 1927                                                         | Партия великого германского народа                                  |
| 8                                                                                                |                                                                     | Карл Хартлеб (1886—1965)                                            | 19 мая 1927                                                         | 4 мая 1929                                                          | Национальный союз                                                   |
| 9                                                                                                |                                                                     | Винценц Шуми (1878—1962)                                            | 4 мая 1929                                                          | 26 сентября 1929                                                    | Национальный союз                                                   |
| 10                                                                                               |                                                                     | Карл Вогойн (1873—1949)                                             | 26 сентября 1929                                                    | 30 сентября 1930                                                    | Христианско-социальная партия                                       |
| 11                                                                                               |                                                                     | Рихард Шмиц (1885—1954)                                             | 30 сентября                                                         | 4 декабря 1930                                                      | Христианско-социальная партия                                       |
| 12                                                                                               |                                                                     | Йохан Шобер (1874—1932)                                             | 4 декабря 1930                                                      | 29 января 1932                                                      | беспартийный (гражданский служащий)                                 |
| 13                                                                                               |                                                                     | Франц Винклер (1890—1965)                                           | 29 января 1932                                                      | 21 сентября 1933                                                    | Национальный союз                                                   |
| 14                                                                                               |                                                                     | Эмиль Фей (1886—1938)                                               | 21 сентября 1933                                                    | 1 мая 1934                                                          | Хейматблок                                                          |
| Вице-канцлеры Федерального государства Австрии с 1934 года по 1938 год                           |                                                                     |                                                                     |                                                                     |                                                                     |                                                                     |
| №                                                                                                | Портрет                                                             | Вице-канцлер (даты жизни)                                           | Пребывание в должности                                              | Пребывание в должности                                              | Партия                                                              |
| 15                                                                                               |                                                                     | Эрнст Рюдигер Штаремберг (1899—1956)                                | 1 мая 1934                                                          | 14 мая 1936                                                         | Хейматблок                                                          |
| 16                                                                                               |                                                                     | Эдуард Баар-Бааренфельс (1885—1967)                                 | 14 мая                                                              | 3 ноября 1936                                                       | Хейматблок                                                          |
| 17                                                                                               |                                                                     | Людвиг Хюльгерт (1875—1939)                                         | 3 ноября 1936                                                       | 11 марта 1938                                                       | Отечественный фронт                                                 |
| 18                                                                                               |                                                                     | Эдмунд Глез фон Хорстенау (1882—1946)                               | 11 марта                                                            | 13 марта 1938                                                       | Национал-социалистическая немецкая рабочая партия                   |
| Австрия аннексирована Нацистской Германией в 1938 году. Независимость восстановлена в 1945 году. |                                                                     |                                                                     |                                                                     |                                                                     |                                                                     |
| Вице-канцлеры Второй Австрийской республики с 1945 года                                          |                                                                     |                                                                     |                                                                     |                                                                     |                                                                     |
| №                                                                                                | Портрет                                                             | Вице-канцлер (даты жизни)                                           | Пребывание в должности                                              | Пребывание в должности                                              | Партия                                                              |
| 19                                                                                               |                                                                     | Адольф Шерф (1890—1965)                                             | 20 декабря 1945                                                     | 22 мая 1957                                                         | Социал-демократическая партия Австрии                               |
| 20                                                                                               |                                                                     | Бруно Питтерманн (1905—1983)                                        | 22 мая 1957                                                         | 19 апреля 1966                                                      | Социал-демократическая партия Австрии                               |
| 21                                                                                               |                                                                     | Фриц Бок (1911—1993)                                                | 19 апреля 1966                                                      | 19 января 1968                                                      | Австрийская народная партия                                         |
| 22                                                                                               |                                                                     | Герман Витхальм (1912—2003)                                         | 19 января 1968                                                      | 21 апреля 1970                                                      | Австрийская народная партия                                         |
| 23                                                                                               |                                                                     | Рудольф Хойзер (1909—2000)                                          | 21 апреля 1970                                                      | 30 сентября 1976                                                    | Социал-демократическая партия Австрии                               |
| 24                                                                                               |                                                                     | Ханнес Андрош (1938—2024)                                           | 1 октября 1976                                                      | 20 января 1981                                                      | Социал-демократическая партия Австрии                               |
| 25                                                                                               |                                                                     | Фред Зиновац (1929—2008)                                            | 20 января 1981                                                      | 24 мая 1983                                                         | Социал-демократическая партия Австрии                               |
| 26                                                                                               |                                                                     | Норберт Штегер (1944-)                                              | 24 мая 1983                                                         | 21 января 1987                                                      | Австрийская партия свободы                                          |
| 27                                                                                               |                                                                     | Алоиз Мок (1934—2017)                                               | 21 января 1987                                                      | 24 апреля 1989                                                      | Австрийская народная партия                                         |
| 28                                                                                               |                                                                     | Йозеф Риглер (1938-)                                                | 24 апреля 1989                                                      | 2 июля 1991                                                         | Австрийская народная партия                                         |
| 29                                                                                               |                                                                     | Эрхард Бузек (1941—2022)                                            | 2 июля 1991                                                         | 4 мая 1995                                                          | Австрийская народная партия                                         |
| 30                                                                                               |                                                                     | Вольфганг Шюссель (1945-)                                           | 4 мая 1995                                                          | 4 февраля 2000                                                      | Австрийская народная партия                                         |
| 31                                                                                               |                                                                     | Сюзанна Рисс-Пассер (1961-)                                         | 4 февраля 2000                                                      | 28 февраля 2003                                                     | Австрийская партия свободы                                          |
| 32                                                                                               |                                                                     | Херберт Хаупт (1947-)                                               | 28 февраля                                                          | 21 октября 2003                                                     | Австрийская партия свободы                                          |
| 33                                                                                               |                                                                     | Хуберт Горбах (1956-)                                               | 21 октября 2003                                                     | 11 января 2007                                                      | Австрийская партия свободы                                          |
| (33)                                                                                             | Альянс за будущее Австрии                                           | Хуберт Горбах (1956-)                                               | 21 октября 2003                                                     | 11 января 2007                                                      |                                                                     |
| 34                                                                                               |                                                                     | Вильгельм Мольтерер (1955-)                                         | 11 января 2007                                                      | 2 декабря 2008                                                      | Австрийская народная партия                                         |
| 35                                                                                               |                                                                     | Йозеф Прёлль (1968-)                                                | 2 декабря 2008                                                      | 21 апреля 2011                                                      | Австрийская народная партия                                         |
| 36                                                                                               |                                                                     | Михаэль Шпинделеггер (1959-)                                        | 21 апреля 2011                                                      | 1 сентября 2014                                                     | Австрийская народная партия                                         |
| 37                                                                                               |                                                                     | Райнхольд Миттерленер (1955-)                                       | 1 сентября 2014                                                     | 17 мая 2017                                                         | Австрийская народная партия                                         |
| 38                                                                                               |                                                                     | Вольфганг Брандштеттер (1957-)                                      | 17 мая                                                              | 18 декабря 2017                                                     | беспартийный (выдвинут Австрийской народной партией)                |
| 39                                                                                               |                                                                     | Хайнц-Кристиан Штрахе (1969-)                                       | 18 декабря 2017                                                     | 18 мая 2019                                                         | Австрийская партия свободы                                          |
| 40                                                                                               |                                                                     | Хартвиг Лёгер (1965-)                                               | 22 мая 2019                                                         | 28 мая 2019                                                         | Австрийская народная партия                                         |
| 41                                                                                               |                                                                     | Клеменс Яблонер (1948-)                                             | 3 июня 2019                                                         | 1 октября 2019                                                      | Беспартийный                                                        |
| 42                                                                                               |                                                                     | Вернер Коглер (1961-)                                               | 7 января 2020                                                       | 2 марта 2025                                                        | Зелёные (Австрия)                                                   |
| 43                                                                                               |                                                                     | Андреас Баблер (25.02.1973 - )                                      | 3 марта 2025                                                        |                                                                     | Социал демократическая партия Австрии                               |